# 彰德府城隍庙
彰德府城隍庙位于中华人民共和国河南省安阳市文峰区鼓楼东街6号，相传始建于金朝初年，明洪武二年（1369年）、景泰五年（1454年）重修。1982年安阳市政府进行重修，后辟为安阳市民间艺术博物馆。2013年3月5日公布为第七批全国重点文物保护单位。彰德府城隍庙坐北向南，占地面积6773平方米，建筑面积2792平方米。